# Журавель, Владимир Иванович
Влади́мир Ива́нович Жураве́ль (бел. Уладзімір Іванавіч Журавель; 9 июня 1971, Семипалатинск — 18 ноября 2018, Минск) — белорусский футболист, защитник. Имел тренерскую лицензию УЕФА категории «Pro».

## Карьера

### Игровая
Воспитанник мозырской ДЮСШ.
В 1989 году попал в минское «Динамо», где играл на протяжении шести лет, став пятикратным чемпионом Республики Беларусь. В конце 1995 года отправился в Израиль, но несколько месяцев спустя, после малоудачной побывки в израильском клубе «Хапоэль» (Иерусалим), вернулся в Минск, где защищал цвета динамовцев ещё два года. В 1998—2002 годах играл в России за «Жемчужину» (Сочи) и «Кристалл» (Смоленск). В 2003 году вернулся в Беларусь, где выступал за клубы «Дарида» и «Торпедо» (Жодино). В 2005 году завершил карьеру игрока.

### Тренерская
Окончил Смоленский институт физкультуры (1997) и курсы переподготовки кадров при БГУФК (2006).
В 2005 году остался в жодинском «Торпедо» и был назначен тренером, а в ходе сезона 2006 года недолго исполнял обязанности главного тренера. В 2009 году покинул тренерский штаб вместе с главным тренером Олегом Кубаревым. В 2010 вошёл в тренерский штаб солигорского «Шахтёра». После ухода Эдуарда Малофеева был назначен главным тренером. На протяжении четырёх лет приводил «горняков» к серебряным медалям чемпионата. В конце 2013 года покинул «Шахтёр» по истечении контракта.
31 декабря 2013 стало известно, что Журавель заключил однолетний контракт с минским «Динамо». Сезон новая команда Журавеля начала мощно: 5 побед и 1 ничья на старте чемпионата. После 4-го тура «Динамо» впервые с 2004 года единолично возглавило турнирную таблицу. Однако оторваться от ближайшего преследователя, борисовского БАТЭ, не получилось. Первую часть чемпионата «Динамо» закончило на второй строчке с двухочковым отставанием от первого места. Параллельно играм чемпионата минчане выдали лучший сезон в еврокубках в суверенной истории. Команда Владимира Ивановича впервые пробилась в групповой этап Лиги Европы. Осень команда провела неудачно: проигрыши в ключевых матчах чемпионата и еврокубковых встречах. Как итог — серебряные медали чемпионата Беларуси и последнее место в группе Лиги Европы. В последнем матче сезона «Динамо» на выезде добилось сенсационной победы над «Фиорентиной» (2:1). 19 декабря 2014 стало известно, что руководство столичного клуба не будет продлевать контракт с Владимиром Журавелем.
С января по март 2015 года входил в тренерский штаб Олега Кубарева в кишинёвской «Дачии».
24 декабря 2015 года возглавил футбольный клуб «Гомель», игравший во втором белорусском дивизионе. Соглашение было рассчитано на один год. В сезоне 2016 привёл гомельский клуб к победе в Первой лиге.
5 декабря 2016 года Владимир Журавель подписал контракт с «Динамо-Брест» сроком на три года, который вступил в силу с 1 января 2017 года. Под его руководством команда поднялась на четвёртое место в чемпионате против восьмого в прошлом году. 7 декабря 2017 года тренер покинул клуб по обоюдному согласию сторон.
С января по июль 2018 года возглавлял казахстанский клуб «Шахтёр» из Караганды. 3 июля контракт был расторгнут по обоюдному согласию сторон.
Умер 18 ноября 2018 года после продолжительной болезни.

## Достижения

### Игровые
- Чемпион Беларуси (6): 1992, 1992/93, 1993/94, 1994/95, 1995, 1997
- Серебряный призёр чемпионата Беларуси: 1996
- Обладатель Кубка Беларуси: 1992, 1994
- Обладатель: Кубка сезона 1994
- Финалист Кубка Израиля 1995/96

### Тренерские
- Серебряный призёр чемпионата Беларуси (5): 2010, 2011, 2012, 2013, 2014
- Победитель Первой лиги Беларуси: 2016
- Обладатель Кубка Беларуси: 2017